# Гранд-Бален
Гранд-Бале́н (англ. Great Whale, фр. Grande rivière de la Baleine) — река в районе Нунавик, Квебек, Канада. Длина реки — 724 км, бассейн — 42 700 км². Высота истока — 500 м над уровнем моря.
Течёт из озера Сент-Лусон (англ. Lac Saint-Luson) через озеро Бьенвиль на запад до впадения в Гудзонов залив. В нижнем течении (ниже озера Бьенвиль) река имеет высокую водность, в русле множество водопадов (до 15-20 метров высотой) и порогов, верхнее течение представляет собой цепь озёр, соединенных протоками с большим уклоном, либо переливающихся через уступы одно в другое. Один из притоков реки теперь берёт начало в созданном водохранилище Каниаписко. Этот участок весьма популярен среди начинающих каякеров (от пересечения с дорогой Транстайга до озера Маунтайзер 54°43′53″ с. ш. 70°11′45″ з. д.).
В устье реки находятся две деревни коренных народов — Кууджуарапик (инуиты) и Вапмагоостуи (индейцы Кри) — и база канадских королевских ВВС «Грейт-Уэйл».
Участок течения от озера Бьенвиль до устья реки Коутс долгое время назвался рекой Абчигамич, однако этот топоним был отвергнут Комиссией по географическим названиям Квебека (фр. Commission de géographie du Québec) в 1946 году.

## История освоения и топонимия

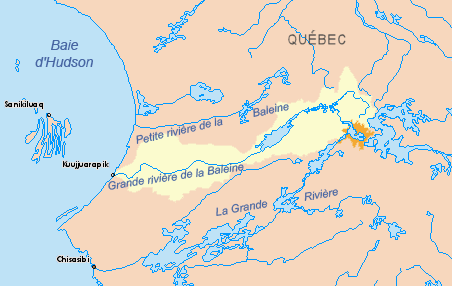
Естественный бассейн реки Гранд-Бален показан жёлтым и оранжевым, преобразованный — оранжевым.

До прибытия европейцев место было населено кри и эскимосами, основным занятием которых был лов белуги. Поскольку оба народа вели кочевой и полукочевой образ жизни, устье реки было традиционным местом стоянок, а сама река — неофициальной границей.
Название реки появилось в 1744 году в судовом журнале исследователей Компании Гудзонова залива Томаса Митчела и Джона Лонгланда, совершавших обследование береговой линии. В записи от 25 июля сделано описание «реки Грейт Уайт Уэйл» (англ. Great White Whail River, рус. Река Больших Белых Китов). Возможно, название происходит от аборигенного названия реки индейцев кри — Вапмагустуи, что в переводе означает «река китов».
В начале 1970-х годов государственная компания «Hydro-Québec» запланировала постройка трех ГЭС на реке Гранд-Бален в рамках проекта Залив Джеймс. Детальное планирование началось в 1986 году и встретило сильное сопротивление со стороны индейцев кри, эскимосов и природоохранных организаций, таких как Гринпис и FOEI. Протесты привели к тому, что в ноябре 1994 года премьер-министр Квебека Жак Парижу объявил о приостановке работ на неопределенное время. Однако в будущем проект может быть возрождён.

## Список озер верхней части бассейна
- Lac Saint-Luson
- Lac Girauday
- Lac Lamberville
- Lac Gournay
- Lac Prieur
- Lac Cognac
- Lac Roman
- Lac Poncy
- Lac Molleville
- Lac Chastenay
- Lac Turreau
- Lac Naudin
- Lac Raguideau
- Lac Bourgtalon
- Lac Bouvante
- Lac Novereau
- Lac Decoigne
- Lac Jacquemont
- Lac Delaroche
- Lac Sanchagrin
- Lac Danneville
- Lac Sablons
- Lac Maravat
- Lac Ducasse
- Lac Laurac
- Lac Chastenet
- Lac Magne
- Lac Maurel
- Lac Louet
- Lac Wasatimis
- Lac Bienville
- Lac Paimpoint